# Elaine Stritch
Elaine Stritch (Detroit, Míchigan, 2 de febrero de 1925-17 de julio de 2014) fue una actriz estadounidense, conocida por su trabajo en Broadway y, más tarde, en televisión. Hizo su debut profesional en el escenario en 1944 y apareció en numerosas obras de teatro, musicales, largometrajes y series de televisión. Stritch fue incluida en el Salón de la Fama del Teatro Estadounidense en 1995. 
Stritch hizo su debut en Broadway en la comedia de 1946 Loco y recibió cuatro nominaciones al premio Tony : por la obra de William Inge Bus Stop (1956); el musical de Noël Coward Sail Away (1962); el musical de Stephen Sondheim Company (1970), que incluyó su interpretación de la canción "The Ladies Who Lunch"; y por la reposición de la obra de Edward Albee A Delicate Balance (1996). Su espectáculo unipersonal Elaine Stritch at Liberty ganó el premio Tony de 2002 al mejor evento teatral especial.
Stritch se mudó a Londres en la década de 1970 y protagonizó varias producciones del West End, incluyendo Small Craft Warnings (1973) de Tennessee Williams y The Gingerbread Lady (1974) de Neil Simon. También protagonizó junto a Donald Sinden la comedia de ITV Two's Company (1975-79), que le valió una nominación al premio BAFTA TV en 1979. Ganó un premio Emmy en 1993 por su papel como invitada en Law & Order y otro por el documental televisivo de 2004 de su espectáculo unipersonal Elaine Stritch at Liberty. De 2007 a 2012, tuvo un papel recurrente como Colleen Donaghy en la comedia de NBC 30 Rock, un papel que le valió un tercer Emmy en 2007.

## Biografía
Stritch nació el 2 de febrero de 1925 en Detroit, Michigan, hija menor de Mildred (de soltera Jobe), ama de casa, y George Joseph Stritch, ejecutivo de B.F. Goodrich. Tenía dos hermanas mayores, Georgene y Sally. Su familia católica era católica y acomodada. Su padre era de ascendencia irlandesa y su madre galesa. Samuel Stritch, Arzobispo de Chicago de 1940 a 1958, era uno de sus primos. Se formó en el Dramatic Workshop de La Nueva Escuela de Investigación Social de Nueva York con Erwin Piscator, junto a Marlon Brando, Bea Arthur y Harry Belafonte.

## Trayectoria
Stritch debutó en el teatro en 1944. Su posterior debut en Broadway fue en Loco en 1946, dirigida por Jed Harris, seguida poco después por Made in Heaven (como reemplazo), y, a continuación, Angel in the Wings (1947), una revista en la que interpretó sketches cómicos y la canción "Civilization".
Stritch hizo de suplente de Ethel Merman para Call Me Madam, y, al mismo tiempo, apareció en la reposición de 1952 de Pal Joey, cantando "Zip". Stritch protagonizó más tarde la gira nacional de Call Me Madam, y apareció en un papel secundario en la producción original de Broadway de la obra de William Inge Bus Stop. En 1958 interpretó el papel protagonista de Maggie Harris en el musical Ricitos de oro.
Protagonizó el musical Sail Away de Noël Coward en Broadway en 1961. Stritch comenzó en el espectáculo en un "papel relativamente secundario y sólo fue ascendida al título y se le dieron prácticamente todas las mejores canciones cuando se consideró que la actriz principal... aunque excelente, era demasiado operística para una comedia musical". Durante las pruebas fuera de la ciudad en Boston, Coward estaba "inseguro sobre el talento dramático" de una de las protagonistas, la cantante de ópera Jean Fenn.

Después de todo, estaban comprometidos por sus voces y... es una locura esperar que dos cantantes interpreten sutiles escenas de amor a lo 'Noël Coward' con los valores adecuados y canten al mismo tiempo.

Joe Layton sugirió "¿Qué pasaría si... elimináramos el papel de Fenn y se lo diéramos todo a Stritch? El programa era muy anticuado, y lo que funcionaba era Elaine Stritch. Cada vez que salía al escenario causaba sensación". La reconstrucción de 'Sail Away' se estrenó en Broadway en el Broadhurst Theatre el 3 de octubre de 1961", con Stritch dando lo que Howard Taubman de The New York Times dijo "debe ser la actuación de su carrera"
En 1966, interpretó a Ruth Sherwood en el musical Wonderful Town en el City Center de Nueva York, y apareció en una reposición Off Broadway de Private Lives en 1968.
Fue la intérprete original del papel de Joanne en la obra de Stephen Sondheim “”Company]“” (1970) en Broadway. Tras más de una década de éxitos en Nueva York, Stritch se trasladó en 1972 a Londres, donde protagonizó la producción de Company en el West End. En giras y en el teatro, Stritch apareció en musicales como No, No, Nanette', El rey y yo, Me casé con un ángel, y en Mame como Vera Charles (frente a Janet Blair) y Mame Dennis.

### Televisión
Las primeras apariciones de Stritch en televisión fueron en “”The Growing Paynes“” (1949) y en “”Goodyear Television Playhouse“” (1953-55). También apareció en episodios de The Ed Sullivan Show en 1954. Fue la primera y original Trixie Norton en un sketch de Luna de miel con Jackie Gleason, Art Carney y Pert Kelton. El personaje era originalmente una bailarina de burlesque, pero el papel fue reescrito y refundido después de sólo un episodio con la Joyce Randolph de aspecto más sano interpretando al personaje como ama de casa.
Otros créditos televisivos de Stritch incluyeron una serie de programas dramáticos en las décadas de 1950 y 1960, incluyendo "Studio One". En la temporada televisiva de 1960, Stritch apareció en el papel de la escritora Ruth Sherwood en la comedia de situación de CBS Mi hermana Eileen, frente a Shirley Bonne como su hermana pequeña, Eileen Sherwood, una aspirante a actriz. Las hermanas, naturales de Ohio, viven en un apartamento de piedra rojiza en Greenwich Village. La serie de una temporada se emitió junto a Hawaiian Eye en ABC y Perry Como's Kraft Music Hall en NBC.
En 1975, Stritch protagonizó la serie de comedia británica LWT Two's Company junto a Donald Sinden. Interpretó a Dorothy McNab, una escritora estadounidense residente en Londres conocida por sus novelas de suspense escabrosas y sensacionalistas. Sinden interpretaba a Robert, su mayordomo inglés, que desaprobaba prácticamente todo lo que hacía Dorothy, y la serie derivaba su comedia del inevitable choque cultural entre la actitud británica de Robert y la visión neoyorquina de la vida de Dorothy. Two's Company tuvo una acogida excepcional en Gran Bretaña y se emitió durante cuatro series hasta 1979. En 1979, tanto Stritch como Sinden fueron nominados a un BAFTA TV Award por Two's Company, en la categoría "Best Light Entertainment Performance", perdiendo frente a Ronnie Barker.
En 1980, Stritch protagonizó otra serie para LWT, Nobody's Perfect' (la versión británica de Maude -no confundir con la serie estadounidense de 1980 del mismo nombre, que se emitió en el Reino Unido como Hart of the Yard) interpretando a Bill Hooper junto a Richard Griffiths como su marido Sam. Insatisfecha con los guiones anglicismos, la propia Stritch adaptó los guiones originales estadounidenses para todos los catorce episodios menos uno (Griffiths se encargó del restante).
Otras apariciones de Strich en la televisión británica fueron en la serie de Roald Dahl Cuentos de lo inesperado. Aunque apareció varias veces en distintos papeles, quizá su aparición más memorable fue en la historia "William y Mary", en la que interpretaba a la esposa de un hombre que ha burlado a la muerte gracias a la conservación de su cerebro. Apareció en la serie infantil de BBC 1, Jackanory, leyendo, entre otras historias, Charlie y la fábrica de chocolate de Roald Dahl.
Tras regresar a Estados Unidos, apareció en Al filo de la noche en el papel de la avinagrada niñera Sra. DeGroot, y en 1986 fue contratada como habitual en el programa de corta duración El show de Ellen Burstyn. Apareció como la severa maestra Mrs. McGee en tres episodios de The Cosby Show (1989-90). Tuvo un papel recurrente en Ley y orden (1992, 1997) como Lanie Stieglitz. Otros papeles fueron el de la jueza Grace Lema en Oz (1998); y el de Martha Albright (madre del personaje de Jane Curtin) en dos episodios de 3rd Rock From the Sun (1997, 2001), junto a su compañero de reparto en Broadway George Grizzard, que interpretaba a George Albright. (Los nombres George y Martha eran un juego de palabras con los personajes que Stritch y Grizzard interpretaron en Quién teme a Virginia Woolf). El 26 de abril de 2007, comenzó a aparecer como invitada en la comedia de NBC 30 Rock' como Colleen, la temible madre del personaje principal de Alec Baldwin, Jack Donaghy.
Se dice que Stritch fue considerada para el papel de Dorothy Zbornak en Las chicas de oro pero, como contó en su programa “'Elaine Stritch at Liberty”', «arruinó su audición». El papel recayó en Beatrice Arthur. Apareció en One Life to Live (1993), sustituyendo a su compañera de escena Eileen Heckart como Wilma Bern. En 1996, apareció en un episodio de Late Show with David Letterman como una mujer que cree que el presentador David Letterman es su chico de la piscina.

### Papeles de cine
Stritch apareció en más películas en sus últimos años que al principio de su carrera. En una entrevista de 1988, se señaló que "Hacer películas es un reto para Stritch, ya que se considera una novata". Ella dijo: "Me fascina. Y quiero hacer más". Se le preguntó por qué había esperado tanto para hacer películas, ya que aparentemente disfruta tanto con ello. "Haces una película durante unos tres meses y ya has terminado. Haces un papel en una obra de teatro y es como estar en una sala llena de público durante un año".
Al principio de su carrera, apareció en Tres personas violentas (1956), protagonizada por Charlton Heston, como la amiga propietaria de un hotel de Anne Baxter, y luego coprotagonizó junto a Rock Hudson y Jennifer Jones el remake de David O. Selznick de A Farewell to Arms (1957) como enfermera de Hudson. En The Perfect Furlough, coprotagonizó junto a Tony Curtis y Janet Leigh. Tuvo un vistoso papel como la propietaria lesbiana de un bar en la película de culto ¿Quién mató a Teddy Bear? (1965), que protagonizó Sal Mineo. Interpretó a una enfermera «dura como un clavo» en el remake de La escalera de caracol (1975) y fue elogiada por su interpretación en Providence (1977).
Cuando regresó de Londres a Estados Unidos a mediados de los ochenta, Woody Allen la eligió para interpretar a la madre de una antigua estrella de cine en su drama September (1987). La revista People calificó su interpretación de "aclamada" y escribió: "Aunque la película ha recibido críticas dispares, la rugiente presencia de Stritch, como Godzilla en un ascensor atascado, no puede ser ignorada." Allen la contrató más tarde para su comedia Small Time Crooks' (2000) en la que interpretaba a una "socialité snob". Rex Reed escribió sobre su interpretación: "Elaine Stritch todavía puede pararte en seco con una sola frase sin sentido (que es todo lo que consigue aquí)"
Se unió al reparto de Cocoon: El regreso (1988) como encargada de un apartamento que ayuda al viudo Jack Gilford a superar la muerte de su esposa. Entre sus compañeros de reparto se encontraban Don Ameche, antiguo coprotagonista de Ricitos de oro y Gwen Verdon. Apareció en Mar adentro (1997) como la sabelotodo madre de Dyan Cannon y "bailó como una loca" con los demás personajes. Interpretó a la cariñosa abuela de Winona Ryder en la película Autumn in New York] (2000).
Stritch tuvo un raro papel coprotagonista en la comedia Screwed (2000), interpretando a la señorita Crock, que se convierte en la víctima prevista de un secuestro por parte de su descontento mayordomo (Norm Macdonald). Apareció en la comedia Monster in Law (2005) protagonizada por Jennifer Lopez y Jane Fonda, interpretando a la suegra de Fonda.

### BBC Radio
En 1982, Stritch apareció en una edición de la longeva serie cómica de la BBC Radio Just a Minute junto a Kenneth Williams, Clement Freud y Barry Cryer. El programa fue descrito por su veterano presidente Nicholas Parsons como uno de los más memorables por la forma en que Stritch estiró las reglas del programa. Describió a Kenneth Williams como capaz de convertir "una palabra en una obra de tres actos".

### Trabajos teatrales posteriores
Tras la muerte de su marido, John Bay, a causa de un cáncer cerebral en 1982, Stritch regresó a Estados Unidos, y tras un nuevo parón en su carrera y luchas con el alcoholismo, Stritch empezó a actuar de nuevo. Apareció en un concierto de una sola noche de Company en 1993 y como Parthy en una reposición de Broadway del musical Show Boat' en 1994.
En 1996 interpretó el papel de Claire en una reposición de la obra de Edward Albee A Delicate Balance, en la que escribió Variety: "Igualmente maravillosa está Stritch, con un papel más sustancioso que su reciente incursión como Parthy en Show Boat. Verla sucumbir a las enormes cantidades de alcohol que ingiere Claire, doblando y volviendo a doblar las piernas, resbalando -no, rezumando- por el suelo, con la cara arrugada como una bolsa de papel, es ser testigo de un tipo de pericia teatral diferente pero igualmente ganadora. Es una clase magistral".

## Muerte
Stritch murió mientras dormía a los 89 años en su casa de Birmingham, Michigan, el 17 de julio de 2014. Padecía diabetes y tenía cáncer de estómago. En el momento de su muerte, solo tres meses después de haber sido operada de la enfermedad, el cáncer no fue citado como causa inmediata de su fallecimiento. Está enterrada en el cementerio Memorial Park de Skokie, Illinois.

## Premios y reconocimientos
Premio Tony:
- Best Featured Actress in a Play for Bus Stop, 1956
- Best Actress in a Musical for Sail Away, 1962, as Mimi Paragon
- Best Actress in a Musical for Company, 1971
- Best Actress in a Play for A Delicate Balance, 1996

El Premio Tony al Mejor Espectáculo Teatral Especial fue concedido a los productores de Elaine Stritch at Liberty. Sin embargo, Stritch aceptó con entusiasmo el premio en la 56ª edición de los Premios Tony, quejándose más tarde de que su discurso de aceptación fue cortado por los acordes de la orquesta, lo que la dejó enfadada.
El Primetime Emmy Award for Outstanding Variety, Music, or Comedy Special por el HBO especial de Elaine Stritch at Liberty, fue otorgado a sus productores.
Stritch ingresó en el Salón de la Fama del Teatro Estadounidense en 1995.

### Teatro
- Loco
- Angel in the Wings
- Yes, M'Lord
- Call Me Madam (1952)
- Pal Joey (Revival) (1953)
- On Your Toes (Revival) (1954)
- Bus Stop (1956)
- The Sin of Pat Muldoon (1957)
- Goldilocks (1959)
- Sail Away (1962)
- Who's Afraid of Virginia Woolf? (1964)
- Company (1972)
- Love Letters (1990)
- Company (1993)
- Show Boat (Revival) (1997)
- A Delicate Balance (Revival)
- Angela Lansbury - A Celebration (17 de noviembre de 1996)
- Elaine Stritch at Liberty (21 de febrero - 27 de mayo de 2002)
- Endgame, Brooklyn Academy of Music, (2008)
- The Full Monty, Papermill Playhouse, (2009)

### Filmografía
- The Scarlet Hour (1956)
- Three Violent People (1957)
- A Farewell to Arms (1957)
- The Perfect Furlough (1958)
- Kiss Her Goodbye (1959)
- Who Killed Teddy Bear (1965)
- Too Many Thieves (1966)
- Company: Original Cast Album (1970)
- Pigeons (1971)
- The Spiral Staircase (1975)
- Providence (1977)
- September (1987)
- Cocoon: The Return (1988)
- Cadillac Man (1990)
- One Life to Live (1994)
- Out to Sea (1997)
- Krippendorf's Tribe (1998)
- Screwed (2000)
- Otoño en New York (2000)
- Broadway: The Golden Age, by the Legends Who Were There
- The Needs of Kim Stanley (2005)
- Monster-in-Law (2005)
- Romance & Cigarettes (2005)
- Paranorman: Grandma (2012) (voz)
- Randy Cunningham: 9th Grade Ninja (2014) (voz)
- Broadway: Beyond the Golden Age (2021) (documental)